# Nado sincronizado no Campeonato Mundial de Esportes Aquáticos de 2009 - Rotina livre equipes
A rotina livre por equipes do nado sincronizado no Campeonato Mundial de Esportes Aquáticos de 2009 foi realizada nos dias 24 e 25 de julho no Stadio Pietrangeli em Roma.

## Calendário
| Fase         | Data     |
| ------------ | -------- |
| Eliminatória | 24/julho |
| Final        | 25/julho |

## Medalhistas
| Ouro   | Prata   | Bronze |
| Rússia | Espanha | China  |

## Resultados
| Posição | País            | Nota   |
| ------- | --------------- | ------ |
| 1       | Rússia          | 99,000 |
| 2       | Espanha         | 98,000 |
| 3       | China           | 97,666 |
| 4       | Canadá          | 96,000 |
| 5       | Itália          | 94,833 |
| 6       | Japão           | 93,834 |
| 7       | Ucrânia         | 92,500 |
| 8       | Estados Unidos  | 92,167 |
| 9       | França          | 92,000 |
| 10      | Coreia do Norte | 88,666 |
| 11      | Reino Unido     | 88,167 |
| 12      | Brasil          | 87,834 |
| 13      | México          | 85,167 |
| 13      | Bielorrússia    | 85,167 |
| 15      | Países Baixos   | 84,834 |
| 16      | Suíça           | 84,334 |
| 17      | Alemanha        | 79,833 |
| 18      | Egito           | 77,333 |

| Posição           | País            | Nota   |
| ----------------- | --------------- | ------ |
| Medalha de ouro   | Rússia          | 99,167 |
| Medalha de prata  | Espanha         | 98,167 |
| Medalha de bronze | China           | 97,167 |
| 4                 | Canadá          | 96,000 |
| 5                 | Itália          | 95,000 |
| 6                 | Japão           | 94,000 |
| 7                 | França          | 93,000 |
| 8                 | Ucrânia         | 92,667 |
| 9                 | Estados Unidos  | 91,667 |
| 10                | Coreia do Norte | 89,667 |
| 10                | Reino Unido     | 89,667 |
| 12                | Brasil          | 88,333 |